# Таємничий острів
«Таємни́чий о́стрів» (фр. L’Île mystérieuse) — науково-фантастичний пригодницький роман-робінзонада французького письменника Жуля Верна. Заключний роман трилогії, куди входять також романи «Діти капітана Гранта», «Двадцять тисяч льє під водою». Описує життя п'ятьох північноамериканців на безлюдному острові в Тихому океані.

## Сюжет

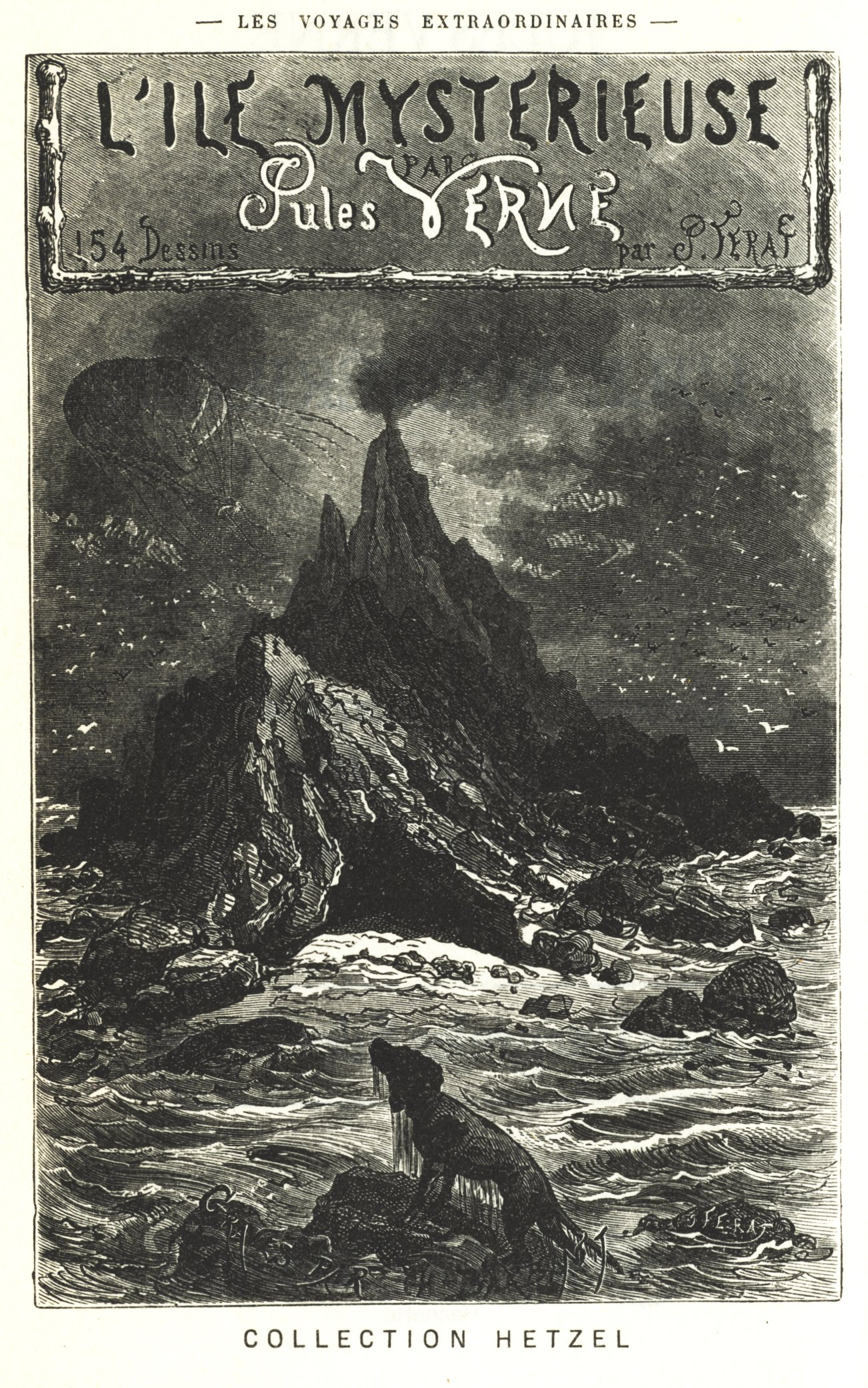
Обкладинка книги «Таємничий острів» видавництва Hetzel

У США під час Громадянської війни п'ятеро північан тікають з обложеної столиці конфедератів Ричмонда на повітряній кулі. У березні 1865 року страшна буря викидає їх на берег безлюдного острова в Південній півкулі. Кожен з нових поселенців острова володіє незамінними талантами, а під керівництвом інженера Сайруса Сміта ці відважні люди гуртуються і стають єдиною командою. Спочатку за допомогою найпростіших підручних засобів, поступово вдосконалюючи свої знаряддя праці і розширюючи технічні можливості, вони облаштовують своє життя. Незабаром, завдяки своїй працьовитості і розуму, колоністи вже не знають потреби ні в їжі, ні в одязі, ні в теплі і затишку.
Одного разу, повертаючись до свого житла, назване ними «Гранітним палацом», вони бачать, що всередині господарюють мавпи. Через деякий час, немов під впливом божевільного страху, мавпи починають вистрибувати з вікон, і чиясь рука викидає мандрівникам мотузяну драбину, яку мавпи підняли в будинок. Всередині люди знаходять ще одну мавпу — орангутана, яку залишають у себе і називають «дядьком Юпом». Надалі Юп стає людям другом, слугою і незамінним помічником.
Поселенці знаходять на березі моря ящик з інструментами, вогнепальною зброєю, різними приладами, одягом, кухонним начинням і книжками англійською мовою. Поселенці дивуються, звідки міг узятися цей ящик. На мапі, яка також опинилася в цьому ящику, вони виявляють, що поряд з їх островом розташований острів Табор. У моряка Пенкрофа з'являється бажання вирушити туди. За допомогою своїх друзів він будує бот, назвавши його своїм ім'ям — «Бонавентур». Коли бот готовий, всі разом вирушають на ньому в пробне плавання навколо острова. Під час нього вони знаходять пляшку з запискою, звідки дізнаються, що потерпілий чоловік чекає порятунку на острові Табор. Пенкроф, Гедеон Спілет і Герберт, прибувши на острів, виявляють там єдиного здичавілого мешканця. Колоністи беруть його з собою на острів Лінкольна, де завдяки їхній турботі і дружбі, його розумове здоров'я нарешті відновлюється і він відкриває їм своє минуле: він виявився колишнім боцманом шотландського корабля «Британія» Айртоном, залишеним на Таборі за спробу захопити яхту «Дункан». Однак господар «Дункана» Едуард Гленарван сказав, що коли-небудь повернеться за Айртоном. За довгі роки самоти і каяття Айртон втратив розум і людську подобу.
Проходить три роки. Поселенці вже збирають великі врожаї пшениці, вирощеної з єдиного зернятка, три роки тому виявленого в кишені у Герберта, побудували млин, розводять домашню птицю, повністю облаштували своє житло, з вовни муфлонів зробили собі новий теплий одяг і ковдри. Однак мирне життя їх затьмарює одна подія, яка загрожує їм загибеллю. Одного разу, дивлячись на море, вони бачать вдалині чудово оснащене судно, але над судном майорить чорний прапор. Судно встає на якір біля берега. Айртон під покровом ночі пробирається на корабель, щоб провести розвідку. Виявляється, що на кораблі знаходиться п'ятдесят кримінальників (частина з них входила в колишню зграю Айртона), що втекли з колонії на Норфолку, а на озброєнні його — чотири далекобійні гармати. Дивом вислизнувши від них, Айртон повертається на берег і повідомляє друзів, що їм необхідно готуватися до битви. На ранок з корабля спускаються дві шлюпки. На першій поселенці підстрілюють трьох, і вона повертається назад, друга ж пристає до берега, а шестеро піратів, що залишилися на ній, ховаються в лісі. З судна палять з гармат, і воно ще ближче підходить до берега. Здається, що жменьку поселенців вже ніщо не в силах врятувати. Раптово величезна хвиля здіймається під кораблем, і він тоне. Усі пірати, що перебували на ньому, гинуть. Як виявляється згодом, корабель підірвався на підводній міні, і ця подія остаточно переконує мешканців острова, що вони тут не одні.
Спочатку вони не збираються винищувати піратів, бажаючи надати їм можливість вести мирне життя. Але виявляється, що розбійники на це не здатні. Вони починають грабувати й палити господарство поселенців. Айртон відправляється в кораль провідати тварин. Пірати хапають його і відносять до печери, де тортурами хочуть домогтися від нього згоди перейти на їхній бік. Айртон не здається. Його друзі йдуть йому на допомогу, однак в загоні для худоби Герберта серйозно ранять. Після його одужання поселенці мають намір завдати остаточного удару по піратах. Вони йдуть в кораль, де припускають їх знайти, але знаходять там змученого і ледве живого Айртона, а неподалік — трупи розбійників. Айртон повідомляє, що не знає, як опинився в загоні для худоби, хто переніс його з печери і вбив піратів. Однак він повідомляє одну сумну звістку. Пірати вкрали «Бонавентур» і вийшли на ньому в море. Не вміючи керувати кораблем, вони розбили його про прибережні рифи, але самі врятувалися.
Тим часом на острові прокидається вулкан, який колоністи вважали уже недіючим. Вони будують новий великий корабель, який у разі потреби міг би доставити до людей. Одного вечора, вже готуючись лягати спати, мешканці Гранітного палацу чують дзвінок. Спрацьовує телеграф, який вони провели від загону для худоби до свого будинку. Їх терміново викликають в кораль. Там вони знаходять записку з проханням йти вздовж додаткового дроту. Кабель приводить їх у величезний грот, де вони, на свій подив, бачать підводний човен. Сайрус Сміт, який колись читав спогади професора Аронакса, зразу впізнає описаний в них «Наутилус». У човні вони знаходять його господаря і свого покровителя, капітана Немо, він розповідає їм свою історію. За походженням він виявляється індійським принцом Даккаром, який все життя боровся за незалежність своєї батьківщини. Він, уже шістдесятирічний старик, який поховав всіх своїх соратників, перебуває при смерті. Немо дарує новим друзям скриньку з коштовностями і попереджає, що при виверженні вулкана острів вибухне. Він помирає, поселенці наглухо закривають люки човна і спускають його під воду (човен все одно не вийшов би у море внаслідок зміни дна в гроті), а самі цілими днями невтомно будують новий корабель. Однак не встигають його закінчити. Все живе гине під час вибуху острова, від якого залишається лише невеликий риф в океані. Поселенців, що ночували в наметі на березі, повітряною хвилею відкидає в море. Всі вони, за винятком Юпа, залишаються живими. Більше десяти днів вони сидять на рифі, майже вмираючи від голоду та спраги і вже ні на що не сподіваються. Раптом Айртон бачить корабель і впізнає його: ним виявляється яхта «Дункан» під командуванням Роберта Гранта, яка мала забрати Айртона з 12-річного заслання на острові. Екіпаж рятує колоністів. Як потім виявляється, капітан Немо взявши їхній бот «Бонавентур», свого часу вирушив на ньому на Табор і залишив рятувальникам записку, попередивши, що Айртон і п'ятеро інших потерпілих чекають допомоги на сусідньому острові.

Повернувшись в Америку, на коштовності, подаровані капітаном Немо, друзі купують велику ділянку землі і живуть на ній так само, як жили на острові Лінкольна.

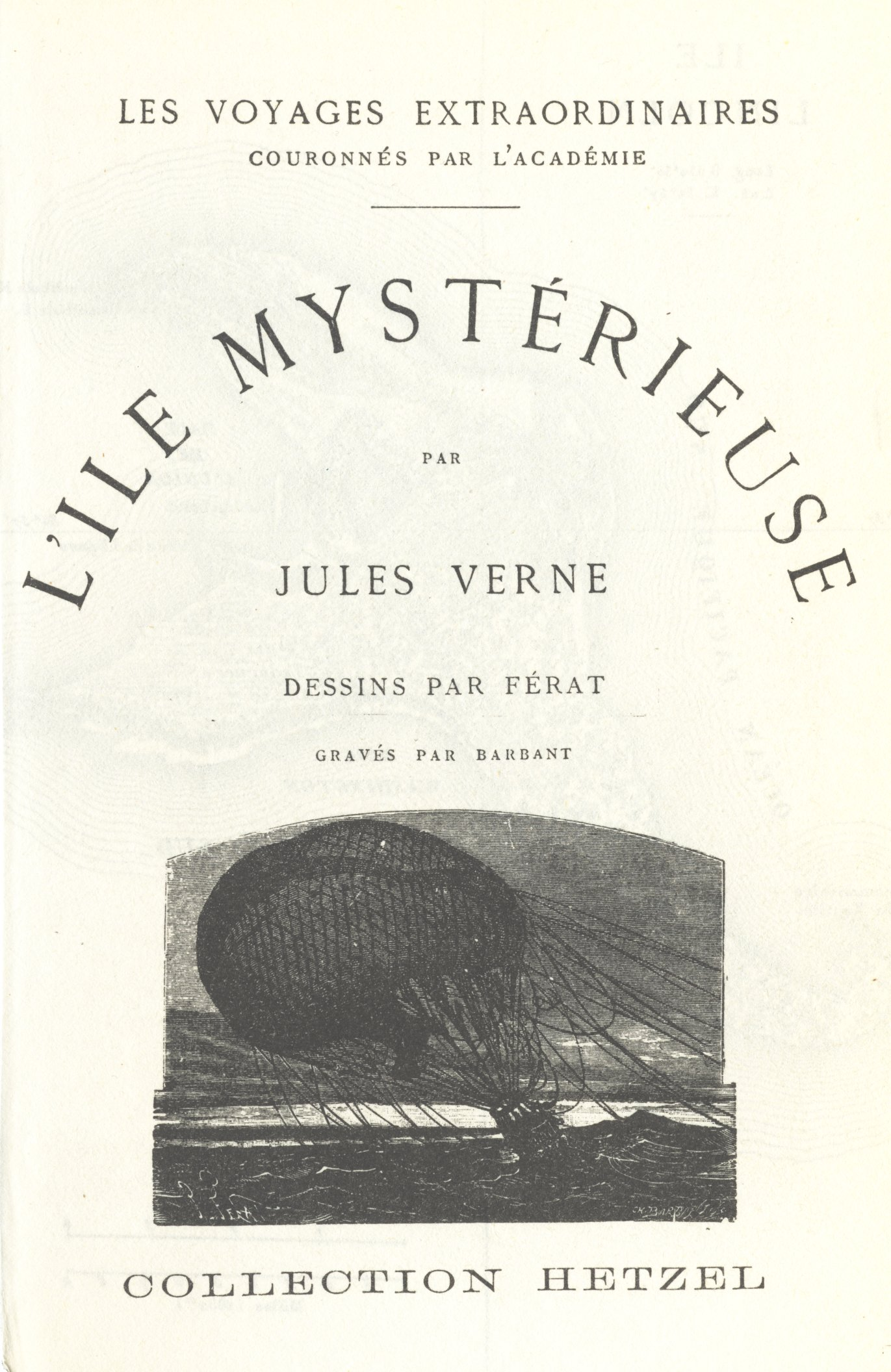
Титульний аркуш першого видання
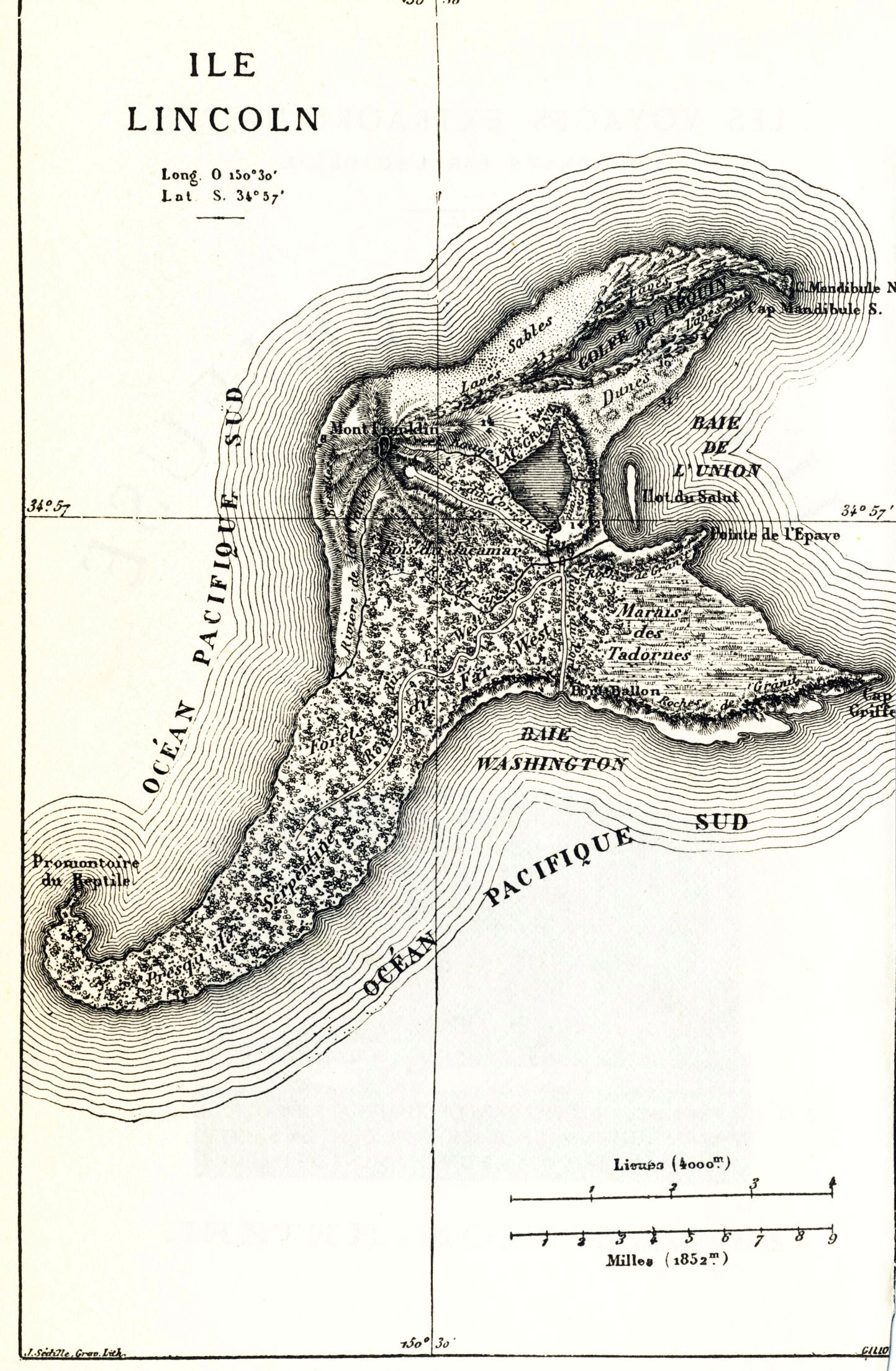
Мапа острова
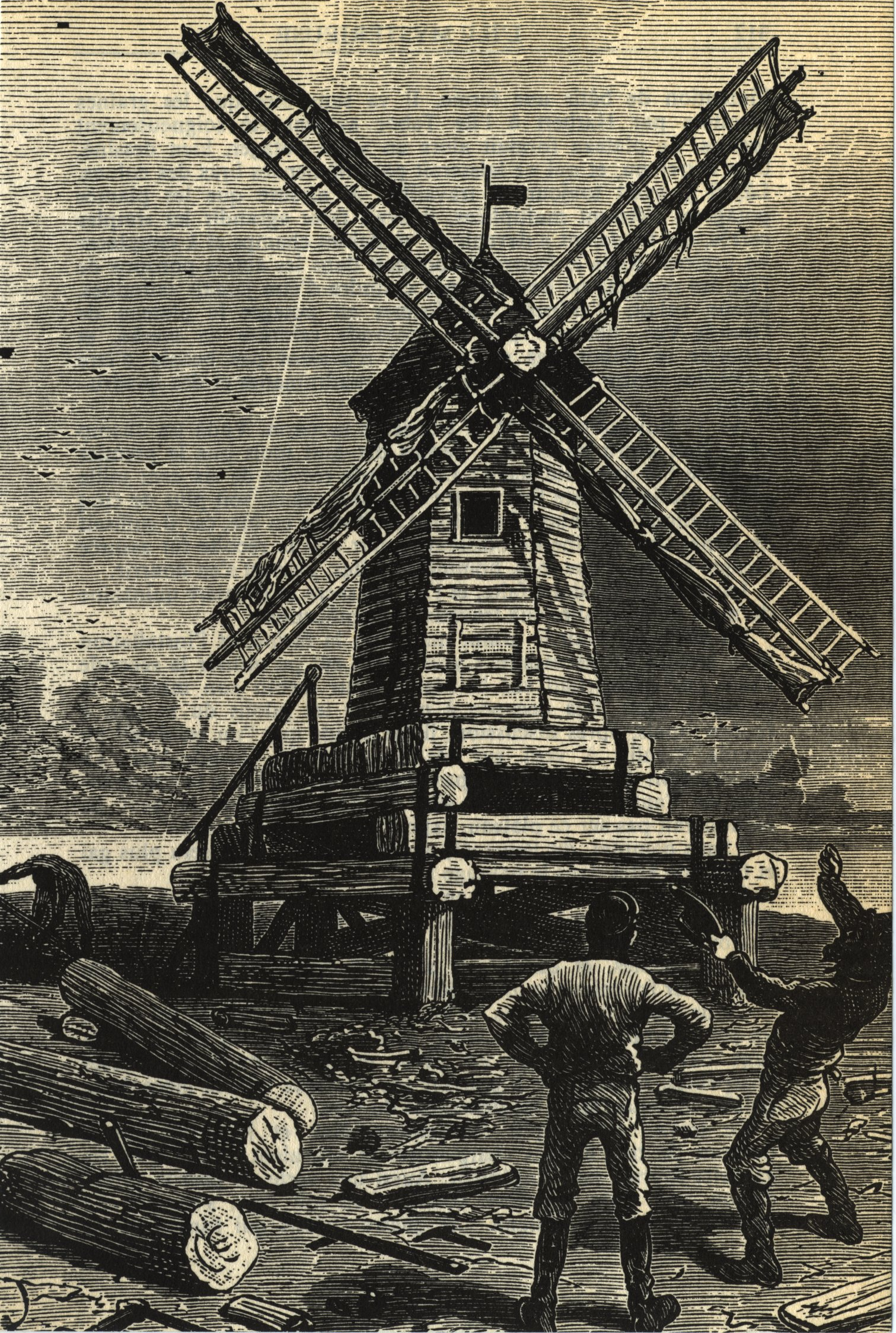
Вітряк

## Персонажі

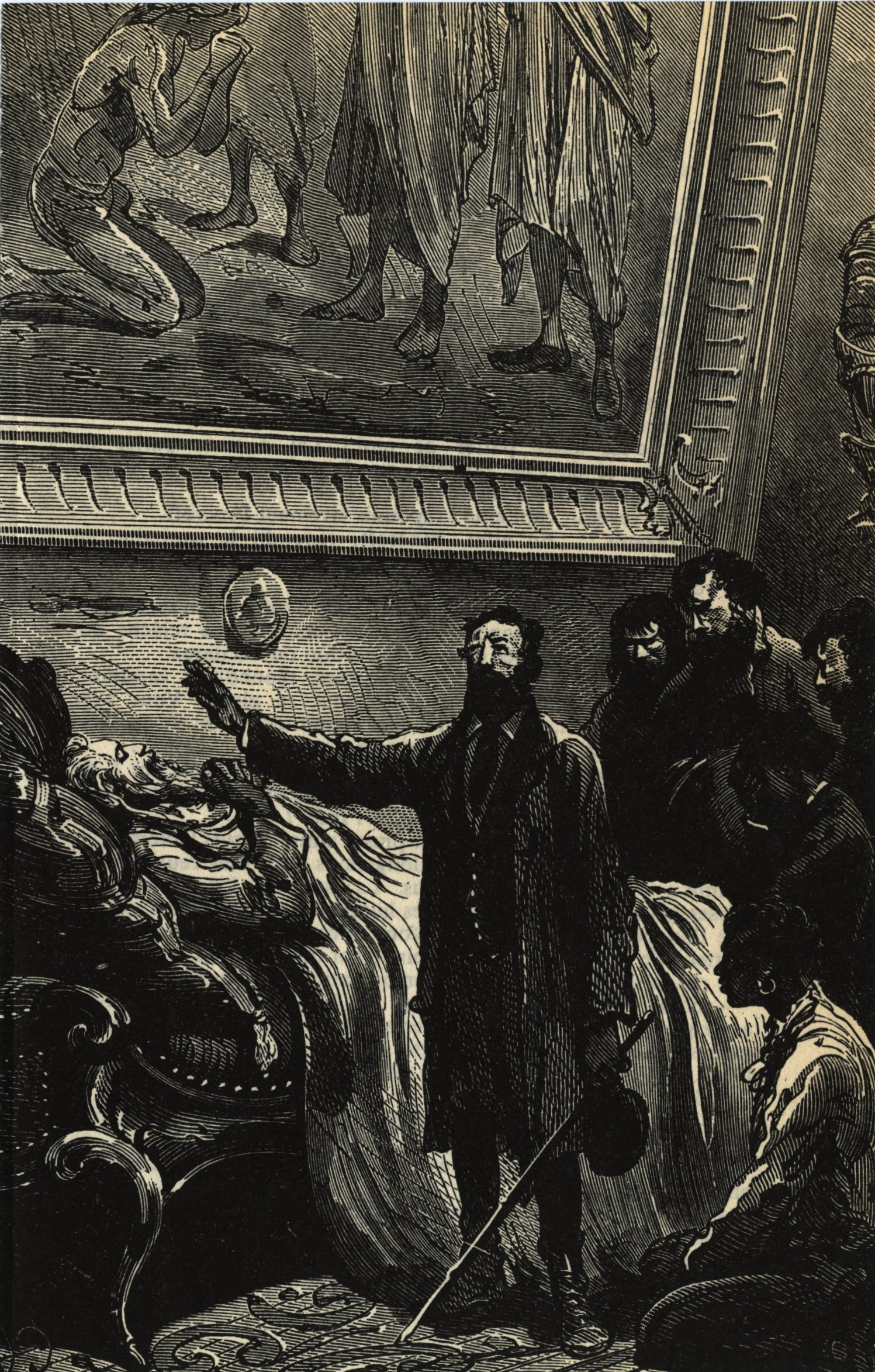
Сайрес Сміт і капітан Немо. Ілюстрація Жуля Фера, XIX ст.

- Сайрес Сміт (фр. Cyrus Smith) — інженер-залізничник, вчений, уродженець Массачусетсу, вступив добровольцем в Іллінойсі, штабіст в армії Півночі. Вік — до 45 років.
- Ґедеон Спілет (фр. Gédéon Spilett) — журналіст, власний кореспондент газети «Нью-Йорк геральд». Вік — ~40 років.
- Наб (Набуходоносор) (фр. Nab (Nabuchodonosor)) — афроамериканець, вільновідпущений раб Сайреса, який залишився прислуговувати господарю. Вік — 30 років.
- Бонавентур Пенкроф (фр. Bonadventure Pencroff) — досвідчений моряк, відчайдух, замінив батька Герберту.
- Герберт Браун (фр. Harbert Brown) — сирота, син покійного капітана судна, на якому плавав Пенкроф. Вихованець Пенкрофа, захоплюється ботанікою. Вік — 15 років.
- Айртон (фр. Ayrton), псевдо Бен Джойс — персонаж із роману «Діти капітана Гранта», полоненик острова Табор, перевезений на о. Лінкольна. Вік — ~ 50 років.
- Капітан Немо (фр. capitaine Nemo), принц Дакар — капітан підводного корабля «Наутілус», головний герой «Двадцять тисяч льє під водою». Вік — 60 років.
  - Топ (фр. Top) — собака Сайреса Сміта.
  - Юпітер, скор. Юп (фр. Jupiter, Jup) — приручений орангутанг.

## Цікаві факти
- У романі присутні хронологічні нестиковки як з іншими двома романами Жуля Верна, так і з реальними подіями. Так, згідно з текстом «Дітей капітана Гранта», експедиція яхти «Дункан» тривала в 1864—1865 роках, у той час як у «Таємничому острові» повідомляється, що з цих подій пройшло 12 років (у розповіді Айртона вони «пересунуті» автором на 1854—1855 роки). Дія роману «Двадцять тисяч льє під водою» відбувається в 1866—1867 роках, тобто вже після подій, описаних в «Таємничому острові». Повстання сипаїв, у якому молодим чоловіком брав участь капітан Немо (принц Даккар), відбулося у 1857—1860 роках — тобто всього за п'ять років до початку подій у романі, де капітан був показаний вже в літньому віці.
- Історичним прототипом принца Даккара міг бути Нана Сагіб — один з керівників повстання сипаїв, що таємниче зник після його поразки.
- Н. Н. Латипов пише, що чимало підлітків після прочитання роману пробували приготувати сірчану кислоту й нітрогліцерин за рецептами інженера Сміта, але в них нічого не виходило. Він пояснює це тим, що Жуль Верн заздалегідь порадився з хіміками й уникнув можливість, навіть випадкову, одержання сильних кислот і вибухових речовин на основі його описів[1].

## Екранізації
- Фільм 1929  США з однойменною назвою (англ. The Mysterious Island).
- «Таємничий острів» — фільм 1941 року Одеської кіностудії ( УРСР).
- «Таємничий острів і капітан Немо» (ісп. La Isla misteriosa y el capitán Nemo) — іспаномовний фільм, що вийшов 17 березня 1973; в створенні якого брали участь 4 держави  Іспанія,  Італія,  Камерун,  Франція.
- «Таємничий острів» — канадський телесеріал, що вийшов на екрани в 1995 році.
- Фільм 2012 року — «Подорож 2: Таємничий острів»

## Українські видання
Роман багаторазово перекладався й видавався українською мовою.
- Верн, Жюль. Таємничий острів: Роман / Пер. з фр. Л. Александрової — Харків-Одеса: Дітвидав ЦК ЛКСМУ, 1936—1937 (в трьох томах).
- Верн, Жюль. Таємничий острів: Роман / Пер. з фр. Т. Черторижської — Київ: «Молодь», 1955.
- Верн, Жюль. Таємничий острів: Роман / Пер. з фр. В. С. Омельченка; Післямова В. І. Пащенка; Мал. Г. В. Акулова. — К. : Веселка, 1992. — 528 с.: іл. ISBN 5-301-00840-4.
- Верн Жюль. Таємничий острів: Роман / Пер. з фр. В. Омельченка; Вступне слово В. Пащенка; Ілюстрації Г. Акулова., П. Акулова. — Тернопіль: Навчальна книга-Богдан; К.: Веселка, 2004. — 528 с. : іл. ISBN 966-692-312-2 (Навчальна книга-Богдан) і ISBN 966-01-0283-5 (Веселка).
- Верн Жюль. Таємничий острів: Роман / Пер. з фр. В. Омельченка; Вступне слово В. Пащенка; Ілюстрації Г. Акулова., П. Акулова. — Вид. 2-ге, доповн. — Тернопіль: Навчальна книга-Богдан; К.: Веселка, 2014. — 528 с. : іл. ISBN 966-692-312-2 (Навчальна книга-Богдан) і ISBN 966-01-0283-5 (Веселка).